# Joseph Keino
Joseph Keino (1963) is een voormalige Keniaanse langeafstandsloper.

## Loopbaan
Keino won in 1991 de Dam tot Damloop (16,1 km) in een tijd van 46.05 en de Trierer Silvesterlauf 22.26. Hij liep dat jaar de halve marathon van Grevenmacher in een tijd van 1:00.33.
In 1992 won Keino de halve marathon van Egmond in 1:03.37 en de Route du Vin in 1:03.55. Datzelfde jaar werd hij tweede op de Zevenheuvelenloop (15 km) en won hij een gouden medaille met het Keniaanse team in de teamwedstrijd bij het WK halve marathon.

## Persoonlijk record
| Onderdeel      | Prestatie | Datum             | Plaats       |
| -------------- | --------- | ----------------- | ------------ |
| halve marathon | 1:00.33   | 22 september 1991 | Grevenmacher |

## Palmares

### 5000 m
- 1986:  Keniaanse kamp. - 14.19,7
- 1991:  Memorial Van Damme - 13.30,54
- 1992: 5e Grand Prix Finale in Turijn - 13.48,77

### 10.000 m
- 1991:  ISTAF - 27.36,88
- 1992: 5e Keniaanse olympische Trials in Nairobi - 29.21,2
- 1992:  ISTAF - 27.35,77
- 1993:  Nairobi - 27.55,9

### 5 km
- 1993:  Reebok Bath Grand Prix - 14.07
- 1993:  Reebok Sheffield Grand Prix - 13.57

### 10 km
- 1991:  St Patrick's Road Race in Kopenhagen - 28.00
- 1991:  Ratinger Silvesterlauf in Ratingen - 28.24,5
- 1993:  Green Gate Ulster Games in Belfast - 28.26
- 1993:  Revco-Cleveland - 28.05
- 1994:  Gran Premio Gimnastica de Ulia in San Sebastian - 29.32

### 15 km
- 1992:  Zevenheuvelenloop - 43.55,0

### 10 Eng. mijl
- 1991:  Dam tot Damloop - 46.05
- 1992:  Telematica Run - 47.02

### halve marathon
- 1991:  Route du Vin - 1:00.33
- 1992:  halve marathon van Egmond - 1:03.37
- 1992:  Route du Vin - 1:03.55
- 1992: 5e WK in South Shields - 1:01.06
- 1993:  halve marathon van Gualtieri - 1:01.33
- 1993:  halve marathon van Indianapolis - 1:03.10

### marathon
- 2007: 6e marathon van Capri - 2:15.04

### veldlopen
- 1992: 4e WK in Tourcoing - 30.53